# 賀允同
賀允同（Ho Wan Tung，1996年5月29日—），生於香港，香港女子足球員，司職中堅，現時效力蘇格蘭女子乙組聯賽球隊昆士柏足球會。

## 球會生涯
賀允同生於香港，自小被驗出有家族遺傳膽固醇過高，醫生建議做一些高強度運動，媽媽便帶賀允同踢足球，小學二年級時她便在沙田排頭村參加了麥當奴青訓計劃，中二時便踢女子足球總會舉辦的聯賽，代表沙田體育會踢球會賽事，一年後賀允同便入選女足U16代表隊到南京出戰全國城運會。在中學學界為賽馬會體藝中學贏得多次冠軍，當時由現任流浪教練馮凱文執教。2013年2月3日，賽馬會體藝中學在北區運動場上演的全港中學校際女子足球賽決賽，以2–0戰勝衞冕的獅子會中學，重奪冠軍。隊員賀允同當選MVP，由名宿兼香港女足隊教練陳淑芝手上接過獎座。
2020年10月13日，原効力傑志足球會的中堅賀允同已飛到英國加盟蘇格蘭乙組聯賽球隊昆士柏，成為第3位外流當地的香港女足代表，她將與鍾貝琪及秦正行在同一級別比賽中碰頭。

## 國際賽生涯
在2015年，賀允同開始代表香港代表隊成為大港腳。同年3月的亞洲盃外圍賽，賀允同入選了香港女子代表隊到約旦比賽，在對烏茲別克時正選上陣，踢至下半場卻與對手相撞受傷，被對手撞至頭鼻血流如注，送院後證實未有骨裂，但要留院觀察。

## 個人榮譽
| 榮譽                    | 次數        | 年度              |
| 本 土 聯 賽             | 本 土 聯 賽 | 本 土 聯 賽       |
| ----------------------- | ----------- | ----------------- |
| 香港女子足球聯賽 冠軍   | 1           | 2017–18           |
| 香港女子聯賽足總盃 冠軍 | 1           | 2016–17(代表龍門) |

## 外部連結
- 香港足球總會網頁球員註冊資料 （页面存档备份，存于）